# Powstanie jarosławskie
Powstanie jarosławskie – antybolszewickie powstanie zbrojne zorganizowane w lipcu 1918 r. przez organizację Borisa Sawinkowa, Ludowy Związek Obrony Ojczyzny i Wolności. Trwało od 6 do 21 lipca 1918 r., gdy zostało stłumione przez oddziały czerwonych dowodzone przez Jurija Guzarskiego. Podczas tłumienia powstania, z powodu użycia artylerii i długotrwałego bombardowania miasta, w Jarosławiu zniszczona została jedna czwarta domów mieszkalnych, a także liczne zakłady pracy, budynki użyteczności publicznej i cerkwie. 

## Przygotowania do powstania
Bolszewicy przejęli władzę w Jarosławiu niemal natychmiast po sukcesie przewrotu w Piotrogrodzie; oddanie całej władzy w ręce rad robotniczych, żołnierskich i chłopskich oraz utworzenie komitetu wykonawczego rad przegłosowała rada w Jarosławiu 27 października/8 listopada. Rządząca partia przystąpiła do wdrażania w mieście i guberni jarosławskiej programu nacjonalizacji przemysłu (do lata 1918 r. upaństwowiono 20% dużych zakładów) i wprowadzania kontroli robotniczej do fabryk oraz znacjonalizowała banki. Wrogo do nowych władz nastawione były miejscowe koła przemysłowe i handlowe, inteligencja, urzędnicy. Ponadto w Jarosławiu, jak i ogólnie w miastach na obszarze kontrolowanym przez Radę Komisarzy Ludowych, powstały kolosalne braki żywności i zaopatrzenia, co przekładało się na spadek popularności władz. Mimo to w wyborach do jarosławskiej rady miejskiej w kwietniu-maju 1918 r. zwycięstwo odnieśli ponownie bolszewicy, zdobywając 76 mandatów; 26 uzyskali mienszewicy, a 20 - lewicowi eserowcy. 
Boris Sawinkow, kierujący Ludowym Związkiem Obrony Ojczyzny i Wolności, planował na początku lipca 1918 r. wszcząć 23 powstania zbrojne przeciwko bolszewikom w miastach na Powołżu i w centralnej Rosji. Spiskowcy mieli nawiązać kontakt z Korpusem Czechosłowackim, a następnie przy pomocy interwentów brytyjskich i francuskich (którzy współfinansowali Ludowy Związek) przeprowadzić ofensywę z Archangielska przez Wołogdę w kierunku Moskwy, ostatecznie obalając bolszewicką Radę Komisarzy Ludowych. Plan Sawinkowa nie powiódł się - zbrojne wystąpienia Ludowego Związku ostatecznie doszły do skutku jedynie w Jarosławiu, Rybińsku (powstanie rybińskie) i Muromie (powstanie muromskie), a w dwóch ostatnich miastach szybko upadły.
Siłami powstańców, w liczbie nieco ponad stu, w Jarosławiu dowodził Aleksandr Pierchurow, pułkownik armii Imperium Rosyjskiego, uczestnik wojny rosyjsko-japońskiej oraz I wojny światowej, który nawiązał kontakt z organizacją Sawinkowa na polecenie dowództwa białej Armii Ochotniczej, widzącego w niej poważną siłę zdolną obalić bolszewicki rząd. W przygotowaniach do wystąpienia pomagało miejscowe duchowieństwo prawosławne, w cerkwiach i monasterach Przemienienia Pańskiego oraz monasterze Tołgskim składowano zapasy żywności i broń, tam też ukrywali się przybywający do Jarosławia biali oficerowie. Arcybiskup jarosławski i rostowski Agatangel osobiście pobłogosławił Pierchurowa i jego zamiary zbrojnego wystąpienia przeciwko bolszewikom.
Bolszewicy przewidywali możliwość wybuchu powstania w mieście. Powołali tajny sztab do walki z kontrrewolucją, śledzili osoby uznane za podejrzane (w tym Pierchurowa), zrezygnowali jednak z ich aresztowania, gdyż spodziewali się przybycia do Jarosławia samego Sawinkowa i mieli nadzieję na zatrzymanie wówczas wszystkich spiskowców. Równocześnie między jarosławskimi bolszewikami i lewicowymi eserowcami trwały nieustanne spory. Lokalni mienszewicy i lewicowi eserowcy bezpośrednio po rewolucji październikowej byli przeciwni pozbawieniu władzy regionalnych organów Rządu Tymczasowego i w proteście opuścili miejską radę robotniczą, chłopską i żołnierską. Spór między dwiema partiami jeszcze się zaostrzył po wdrożeniu przez władze centralne polityki rekwizycji żywności. Dodatkowo skonfliktowani byli przewodniczący gubernialnego komitetu wykonawczego Nikołaj Dobrochotow i kierujący miejskim komitetem wykonawczym Dawid Zakgiejm – chociaż obaj należeli do partii bolszewickiej, nie współpracowali, lecz wzajemnie donosili na siebie do centralnych władz partyjnych, zarzucając sobie nawzajem postawę kontrrewolucyjną, przekraczanie uprawnień i pijaństwo. W czerwcu dla uporządkowania sytuacji w Jarosławiu komitet centralny WKP (b) skierował do miasta Siemiona Nachimsona, doświadczonego rewolucjonistę i byłego komisarza pułków strzelców łotewskich, z szerokimi pełnomocnictwami. Zdołał on doprowadzić do zakończenia konfliktu w samej partii bolszewickiej, jednak 2 lipca 1918 r. gubernialny III zjazd rad zakończył się otwartym zerwaniem między bolszewicką większością a eserowską mniejszością i utworzeniem przez obie partie konkurencyjnych gubernialnych komitetów wykonawczych. Nieustanne spory w miejskich i gubernialnych władzach praktycznie uniemożliwiały choćby próbę poprawy sytuacji ekonomicznej w Jarosławiu, autorytet władz upadał.
5 lipca 1918 r. Nachimson, Zakgiejm i pozostali członkowie sztabu do walki z kontrrewolucją rozważali możliwość ściągnięcia do Jarosławia 200 strzelców łotewskich w związku z pogłoskami o możliwym buncie. Zdecydowali jednak, że zrezygnują z tego kroku, by nie pogarszać stosunków z lewicowymi eserowcami.

## Przebieg powstania

### Opanowanie centrum miasta przez powstańców
Powstańcy pierwszy raz zebrali się na cmentarzu św. Leoncjusza w Jarosławiu (ówcześnie poza zabudową miasta) rankiem 4 lipca. Na zbiórkę przybyło jednak tylko 70 mężczyzn i Pierchurow, który szacował, iż dla odniesienia sukcesu potrzebuje 200 spiskowców, rozkazał im rozejście się. Drugi termin przystąpienia do walki wyznaczony na 6 lipca. Wtedy też antybolszewiccy oficerowie spotkali się w tym samym miejscu po raz drugi, tym razem było ich 106. Zdecydowali się wszcząć powstanie w Jarosławiu, chociaż poważniejsze siły organizacja Sawinkowa zebrała w Rybińsku i szanse na sukces wydawały się tam większe. Nie napotykając oporu, spiskowcy zajęli położony w okolicy cmentarza magazyn artyleryjski, z którego zabrali m.in. dwa działa kalibru 76 mm. Dołączył do nich oddział milicji konnej. 
Oddział Pierchurowa zajął centrum Jarosławia już rankiem 6 lipca, bez specjalnych trudności rozbrajając oddziały milicji, gubernialną Czekę, sztab jednego z dwóch pułków czerwonych kwaterujących w mieście. Drugi pułk, stacjonujący w robotniczej dzielnicy za Kotoroslą, pozostał wierny bolszewikom (choć według niektórych źródeł Pierchurow wcześniej otrzymał z niego sygnał, iż jednostka zachowa neutralność); ta część miasta nigdy nie została opanowana przez powstańców. Zajęli oni natomiast most na Wołdze i niemal całą zawołżańską część Jarosławia ze stacją kolejową Urocz, na której z przejętego taboru kolejowego sformowali pociąg pancerny (przez kolejne dni bronił on wymienionego mostu). Pierchurow urządził swój sztab w budynku gimnazjum Korsuńskiej (ob. jarosławska poczta główna).
Część bolszewickich działaczy partyjnych, zamieszkująca w hotelu Kokujewa w centrum miasta, poddała się, gdy powstańcy raz wystrzelili w stronę budynku z działa. Dawid Zakgiejm został zastrzelony przed swoim domem przy ul. Bolszej Rożdiestwienskiej (ob. ul. Nachimsona). Siemiona Nachimsona wyprowadzono z pokoju w hotelu Bristol i po kilku godzinach rozstrzelano na dziedzińcu budynku milicji przy Placu Iljinskim (ob. Plac Radziecki, na miejscu budynku milicji znajduje się siedziba rządu obwodowego). Bez sądu zabito jeszcze kilku innych działaczy partyjnych; Aleksandr Pierchurow przekonywał później, że był przeciwnikiem samosądów i żaden z bolszewików nie zginął z jego rozkazu. Pozostałych schwytanych bolszewików (łącznie powstańcy pojmali ok. 200 z nich) umieszczono na barce zakotwiczonej przy brzegu Wołgi. Uwięzieni zdołali jednak oderwać barkę od brzegu i uwolnić się, gdy prąd zniósł łódź poza miasto, po czym wyrzucił na brzeg.
Pierchurow ogłosił obalenie władzy radzieckiej w Jarosławiu i powstanie nowych organów samorządowych, zbliżonych w strukturze do tych sprzed rewolucji lutowej. Ogłosił się „głównodowodzącym guberni jarosławskiej” i dowódcą grupy wojsk „Północnej Armii Ochotniczej”. W kolportowanych w mieście ulotkach niezgodnie z prawdą zapewniano, że władza bolszewików została obalona we wszystkich miasta Powołża. Pierchurow rozpoczął zaciąg ochotników do powstańczych szeregów; zgłosiło się ich ok. sześciu tysięcy (Jarosław liczył przed powstaniem 100 tys. mieszkańców). Pierchurow relacjonował, że część ochotników samowolnie opuszczała jego oddziały natychmiast po wydaniu im broni. W źródłach podawane są bardzo różne szacunki liczby osób faktycznie walczących z czerwonymi (od 600, poprzez 1500, do czterech tysięcy). Zachętą do udziału w powstaniu miało być wypłacanie żołdu: 300 rubli w pierwszych dniach, a następnie nawet 900 rubli za dzień czynnej walki. Środki na ten cel pozyskano, przejmując kasę Banku Państwowego, w której znajdowało się 4,5 mln rubli.
Powstańcy dysponowali wozem pancernym „Dobrynia”, a na najwyższych punktach w mieście (m.in. na dachach murowanych budynków, wieżach ciśnień i dzwonnicach cerkiewnych) ustawili karabiny maszynowe. Duchowieństwo prawosławne w trakcie powstania udzielało Ludowemu Związkowi stałego poparcia – w cerkwiach modlono się w intencji pokonania bolszewików, wzywano do czynnej walki z nimi. Niektórzy kapłani i mnisi wzięli bezpośredni udział w powstaniu, natomiast mniszki z monasteru Kazańskiej Ikony Matki Bożej udzielały pomocy rannym powstańcom.

### Oblężenie Jarosławia przez czerwonych

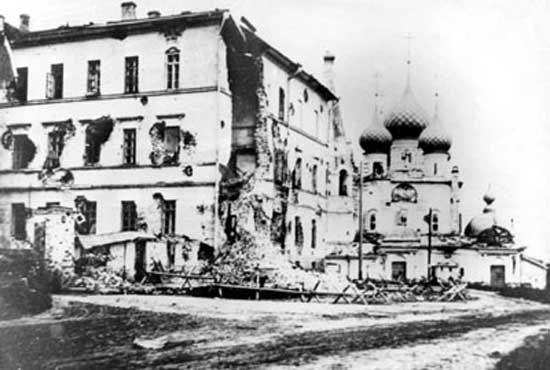
Zniszczenia w centrum Jarosławia - widoczny budynek poczty i cerkiew Wspomnienia Świętych Drzew Krzyża Pańskiego

Już pierwszego dnia powstania czerwoni odpowiedzieli na jego wybuch, rozpoczynając ostrzał artyleryjski miejsc, gdzie oddziały Pierchurowa ustawiły karabiny maszynowe. Sztab czerwonych rozmieszczono na stacji kolejowej Wspolje (ob. Jarosław Główny). Z powodu użycia pocisków zapalających błyskawicznie wybuchły pożary – zniszczeniu ulegały całe kwartały drewnianej zabudowy mieszkalnej. Trzeciego dnia ostrzału, wskutek ostrzałów z Tugowej Góry, płonęło całe miasto. W pierwszej chwili działania te podejmował na własną rękę wierny czerwonym pułk razem z oddziałami robotniczymi. Władze w Moskwie, gdzie 6 lipca wybuchł inny antyrządowy bunt, nie uwierzyły w pierwsze doniesienia o wydarzeniach w Jarosławiu. Komisarz spraw wojskowych Lew Trocki uznał je za prowokację i nakazał nawet rozstrzeliwać „roznoszących fałszywe pogłoski”.  
Na pomoc pierwszemu pułkowi czerwonych stacjonującemu w mieście przybyło 200 strzelców łotewskich i grupa artylerzystów z Rybińska. 8 lipca dołączył do nich Rewolucyjny Czerwony Pułk Warszawski, dwa pociągi pancerne, następnie również oddział czerwonogwardyjski z Kineszmy. Sprawny napływ posiłków był możliwy, gdyż czerwoni nigdy nie stracili kontroli nad stacją kolejową Wspolje. Zajęte przez powstańców centrum Jarosławia zostało otoczone. Miasto ostrzeliwały trzy pociągi pancerne, sukcesywnie poruszając się po otaczających je torach kolejowych, jednak nie mogły one same przesądzić o losach walki. Wśród jednostek czerwonych walczących z powstańcami najwięcej było oddziałów artylerii, brakowało piechoty i karabinów maszynowych. Dowódcy czerwonych, mając świadomość, jakie zniszczenia w mieście wywołuje ostrzał artyleryjski, nie decydowali się wysłać posiadanych sił do walk ulicznych, gdyż wiedzieli, że straty wśród ich żołnierzy będą wtedy ogromne. 
W nocy z 8 na 9 lipca Pierchurow zagroził rozstrzelaniem pojmanych bolszewików, jeśli ostrzał pociskami zapalającymi nie zostanie przerwany. W odpowiedzi od powstańców zażądano poddania się, grożąc w przeciwnym razie całkowitym spaleniem Jarosławia. Tymczasem jeszcze 9 lipca Trocki utrzymywał, że sytuacja w mieście nad Wołgą i Kotoroslą nie jest poważna. Pierchurow, mimo zniszczeń w mieście, miał nadzieję utrzymać się i doczekać nadejścia z północy posiłków.
12 lipca w walce o Jarosław brało udział dwa tysiące czerwonych. Tego samego dnia czerwoni odbili z rąk powstańców most na Wołdze. 13 lipca dowódcą czerwonych na froncie jarosławskim został mianowany Jurij Guzarski. Wobec przedłużania się oporu oddziałów Pierchurowa zażądał on skierowania z Moskwy dalszych posiłków – 500 żołnierzy piechoty, nowych samochodów pancernych, 20 karabinów maszynowych, jednej ciężkiej baterii artylerii, granatów, amunicji, pocisków zapalających i broni chemicznej (której nie otrzymał, gdyż bolszewicy nią w danym momencie nie dysponowali). 14 lipca do sił czerwonych dołączył oddział z Wołogdy pod dowództwem Anatolija Giekkera. 16 i 17 lipca samolot „Farman F.30” zrzucił na miasto ok. 200 kg bomb. 

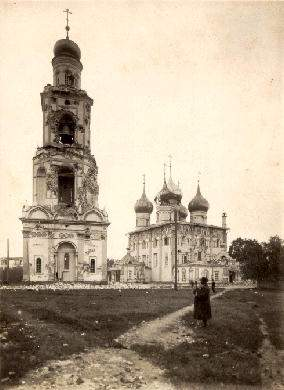
Zniszczony wskutek bombardowania miasta sobór Zaśnięcia Matki Bożej w Jarosławiu

Wobec nieuchronnej klęski Pierchurow opracował plan wyjścia przez powstańców z okrążenia, który zakładał przedostanie się przez Wołgę, przy współpracy z miejscowymi chłopami, którzy według jego informacji byli gotowi uderzyć na tyły bolszewików. Ostatecznie jednak tylko 50 uczestników buntu z jego przywódcą na czele zdołało faktycznie opuścić miasto tą drogą w nocy z 15 na 16 lipca. Dowództwo przejął gen. Karpow, który jednak 19 lipca zbiegł z Jarosławia, zabierając 2 mln rubli przechowywane w Banku Państwowym. W nocy z 19 na 20 lipca pozostający w Jarosławiu powstańczy sztabowcy postanowili oddać się w niewolę niemieckim i austro-węgierskim jeńcom wojennym, którzy przed powstaniem oczekiwali w mieście na wyjazd z Rosji, a podczas walk znajdowali się w teatrze miejskim. Porucznik Balk w imieniu Niemców przyjął kapitulację powstańców i 21 lipca poinformował, że teraz to on kontroluje miasto. Tego samego dnia do centrum Jarosławia wkroczyły oddziały Guzarskiego. Balk w pierwszej chwili nie zgodził się wydać czerwonym „wziętych do niewoli” powstańców, jednak wieczorem 21 lipca czerwoni otoczyli budynek teatru, gdzie znajdowali się Niemcy oraz zwolennicy Sawinkowa. Wówczas niemiecki oficer wydał ostatnich dowódców powstania.
Czerwoni żołnierze polegli podczas walk o Jarosław zostali pochowani w zbiorowej mogile na cmentarzu św. Leoncjusza, tam też w nieoznakowanych zbiorowych grobach pochowano część cywilnych ofiar ostrzału miasta. Inne osoby chowane były w pobliżu torów kolejowych. Miejsce pochówku zabitych przeciwników bolszewików nie jest znane.

### Po powstaniu
Po powstaniu funkcjonariusze Czeki poszukiwali wśród mieszkańców miasta uczestników buntu i dokonywali aresztowań podejrzanych, przywożąc ich na dworzec kolejowy Wspolje. Według oficjalnych dokumentów 350 osób zostało następnie bez sądu rozstrzelanych w okolicy stacji; liczba ta mogła być w rzeczywistości wyższa. Według wspomnienia jednego z ocalałych aresztowanych, z 73 zatrzymanych powstańczych sztabowców 55 rozstrzelano po dwu i półgodzinnym przesłuchaniu, po czym pochowano w nieznanym miejscu. Łączna liczba ofiar pacyfikacji powstania - zabitych podczas bombardowań i wskutek pożarów, jak również ofiar epidemii - jest trudna do ustalenia. Liczba mieszkańców Jarosławia po lipcowych wydarzeniach spadła o połowę lub nawet nieco ponad połowę. Wskutek ostrzału zniszczeniu uległ wodociąg miejski. Brakowało miejsc i personelu, by udzielać pomocy rannym powstańcom i ofiarom cywilnym. Zniszczona została jedna czwarta domów mieszkalnych w mieście, łącznie dwa tysiące budynków, według niektórych ocen nawet 1/3 całej tkanki miejskiej. W ruiny obrócone zostało 20 zakładów przemysłowych. 
Aleksandr Pierchurow walczył z bolszewikami pod Kazaniem, następnie na Syberii, brał udział w wielkim syberyjskim marszu lodowym, po czym dostał się do niewoli. Zgodził się służyć w Armii Czerwonej i faktycznie taką służbę podjął, jednak ostatecznie został aresztowany pod zarzutem udziału w przygotowywaniu powstania. Po pokazowym procesie w teatrze w Jarosławiu został skazany na śmierć i rozstrzelany w nocy z 20 na 21 lipca 1922 r.
Powstanie jarosławskie było jednym z ostatnich znaczących wystąpień antybolszewickich na kontrolowanym przez Radę Komisarzy Ludowych obszarze Rosji centralnej.

## Upamiętnienie

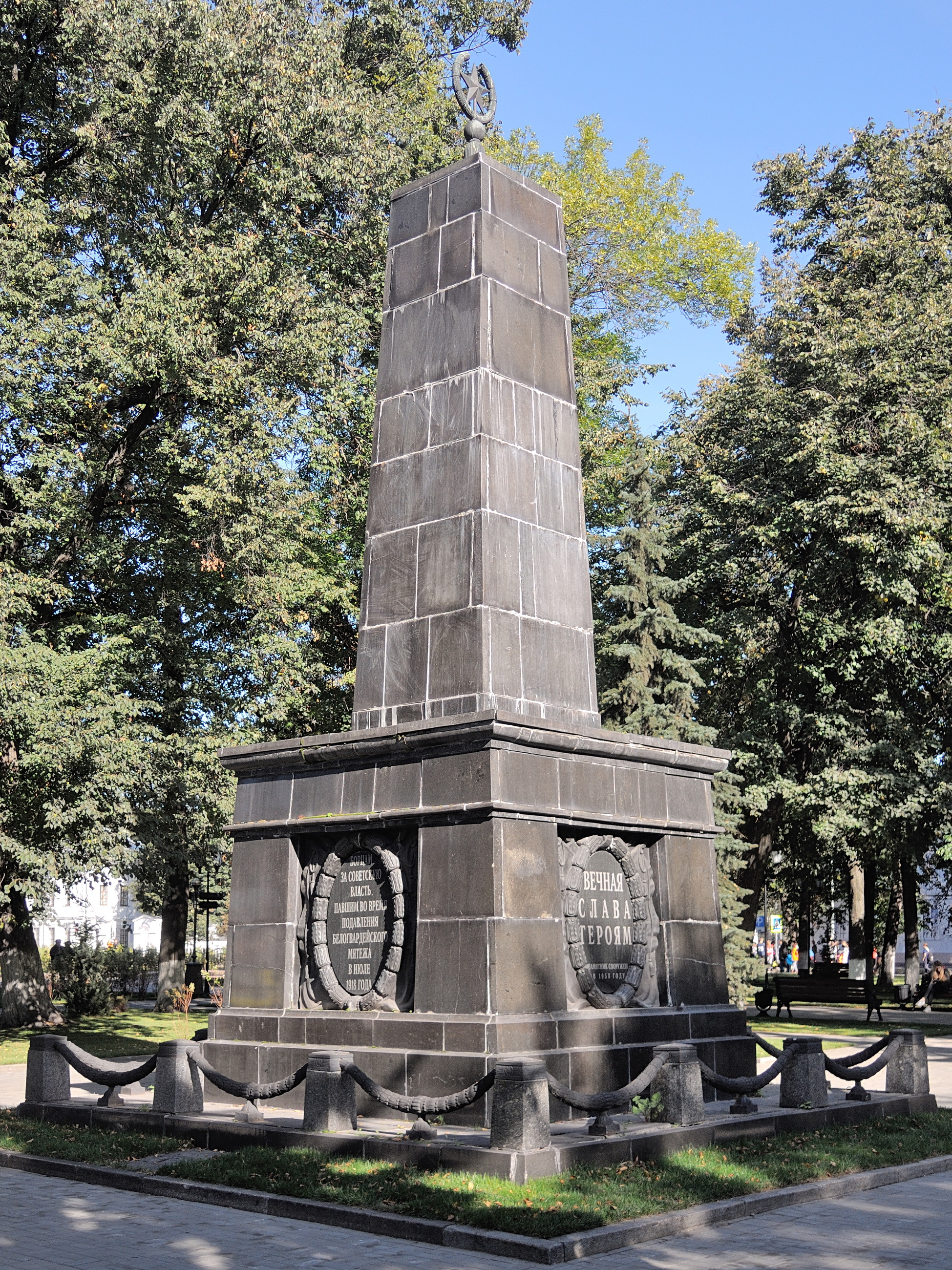
Pomnik bojowników o władzę radziecką w Jarosławiu upamiętniający zabitych podczas powstania przywódców bolszewików oraz poległych przy tłumieniu buntu żołnierzy

W Jarosławiu, w pobliżu placu Radzieckiego, znajduje się pomnik bojowników o władzę radziecką z tablicami upamiętniającymi zabitych podczas powstania przywódców bolszewickich oraz czerwonych żołnierzy poległych przy tłumieniu wystąpienia. Został on wzniesiony w 1958 r. z okazji 40. rocznicy wydarzeń w Jarosławiu i zastąpił starszy pomnik drewniany. W mieście znajdują się również ulice Nachimsona i Zakgiejma. Ciało Siemiona Nachimsona zostało uroczyście przewiezione z Jarosławia do Piotrogrodu i tam pochowane w kompleksie memorialnym rewolucjonistów na Polu Marsowym (pochowano tam również czterech strzelców łotewskich biorących udział w tłumieniu wystąpienia Sawinkowa). W historiografii radzieckiej odpowiedzialnością za zniszczenie miasta podczas jego szturmowania całkowicie obarczano przywódców buntu, nie upamiętniono również w żaden sposób ofiar, które padły spośród cywilnych mieszkańców. 
W 2003 r. na terenie monasteru Kazańskiej Ikony Matki Bożej w Jarosławiu wzniesiono krzyż upamiętniający wszystkie ofiary „krwawych wydarzeń w Jarosławiu latem 1918 r.”